# 南橋本
南橋本（みなみはしもと）は、神奈川県相模原市中央区の町名。現行行政地名は南橋本一丁目から南橋本四丁目。住居表示実施済区域。

## 地理
中央区の北西部に位置し、東に清新、西に中央区下九沢、南に緑区下九沢、北に緑区橋本台と接している。

### 地価
住宅地の地価は、2023年（令和5年）1月1日の公示地価によれば、南橋本1-4-24の地点で18万7000円/m2となっている。

## 世帯数と人口
2020年（令和2年）10月1日現在（国勢調査）の世帯数と人口（総務省調べ）は以下の通りである。なお、四丁目は秘匿の為、省略とする。
| 丁目         | 世帯数    | 人口    |
| ------------ | --------- | ------- |
| 南橋本一丁目 | 1,299世帯 | 2,680人 |
| 南橋本二丁目 | 1,218世帯 | 2,383人 |
| 南橋本三丁目 | 566世帯   | 1,168人 |
| 計           | 3,083世帯 | 6,231人 |

### 人口の変遷
国勢調査による人口の推移。
| 年                 | 人口  |
| ------------------ | ----- |
| 1995年（平成7年）  | 3,686 |
| 2000年（平成12年） | 5,356 |
| 2005年（平成17年） | 6,126 |
| 2010年（平成22年） | 6,408 |
| 2015年（平成27年） | 6,178 |
| 2020年（令和2年）  | 6,231 |

### 世帯数の変遷
国勢調査による世帯数の推移。
| 年                 | 世帯数 |
| ------------------ | ------ |
| 1995年（平成7年）  | 1,734  |
| 2000年（平成12年） | 2,288  |
| 2005年（平成17年） | 2,530  |
| 2010年（平成22年） | 2,773  |
| 2015年（平成27年） | 2,793  |
| 2020年（令和2年）  | 3,083  |

## 学区
市立小・中学校に通う場合、学区は以下の通りとなる（2023年5月時点）。
| 丁目         | 番・番地等 | 小学校                 | 中学校               |
| ------------ | ---------- | ---------------------- | -------------------- |
| 南橋本一丁目 | 全域       | 相模原市立小山小学校   | 相模原市立小山中学校 |
| 南橋本二丁目 | 全域       | 相模原市立小山小学校   | 相模原市立小山中学校 |
| 南橋本三丁目 | 全域       | 相模原市立小山小学校   | 相模原市立小山中学校 |
| 南橋本四丁目 | 1番        | 相模原市立清新小学校   | 相模原市立清新中学校 |
| 南橋本四丁目 | 2番～11番  | 相模原市立作の口小学校 | 相模原市立清新中学校 |

## 交通

### 鉄道
- 東日本旅客鉄道（JR東日本）
  - 相模線 南橋本駅

## 事業所
2021年（令和3年）現在の経済センサス調査による事業所数と従業員数は以下の通りである。
| 丁目         | 事業所数  | 従業員数 |
| ------------ | --------- | -------- |
| 南橋本一丁目 | 65事業所  | 761人    |
| 南橋本二丁目 | 69事業所  | 777人    |
| 南橋本三丁目 | 43事業所  | 2,662人  |
| 南橋本四丁目 | 43事業所  | 1,312人  |
| 計           | 220事業所 | 5,512人  |

### 事業者数の変遷
経済センサスによる事業所数の推移。
| 年                 | 事業者数 |
| ------------------ | -------- |
| 2016年（平成28年） | 220      |
| 2021年（令和3年）  | 220      |

### 従業員数の変遷
経済センサスによる従業員数の推移。
| 年                 | 従業員数 |
| ------------------ | -------- |
| 2016年（平成28年） | 5,596    |
| 2021年（令和3年）  | 5,512    |

## 施設
- 相模原市営柴胡ヶ原墓地

## その他

### 日本郵便
- 郵便番号 : 252-0253[3]（集配局 : 相模原郵便局[15]）。